# Aa!
Aa! este o trupă de J-pop, care a fost activă din 2003 pană în 2004. Trupa este activă din nou cu Akari Saho,  Airi Suzuki și Miyabi Natsuyaki

## Melodii
- "First Kiss"

## Membri

### Foști
- Reina Tanaka
- Akari Saho
- Airi Suzuki
- Miyabi Natsuyaki